# Neurothemis terminata
Neurothemis terminata är en trollsländeart. Neurothemis terminata ingår i släktet Neurothemis och familjen segeltrollsländor. IUCN kategoriserar arten globalt som livskraftig.

## Underarter
Arten delas in i följande underarter:
- N. t. obscura
- N. t. terminata

## Bildgalleri

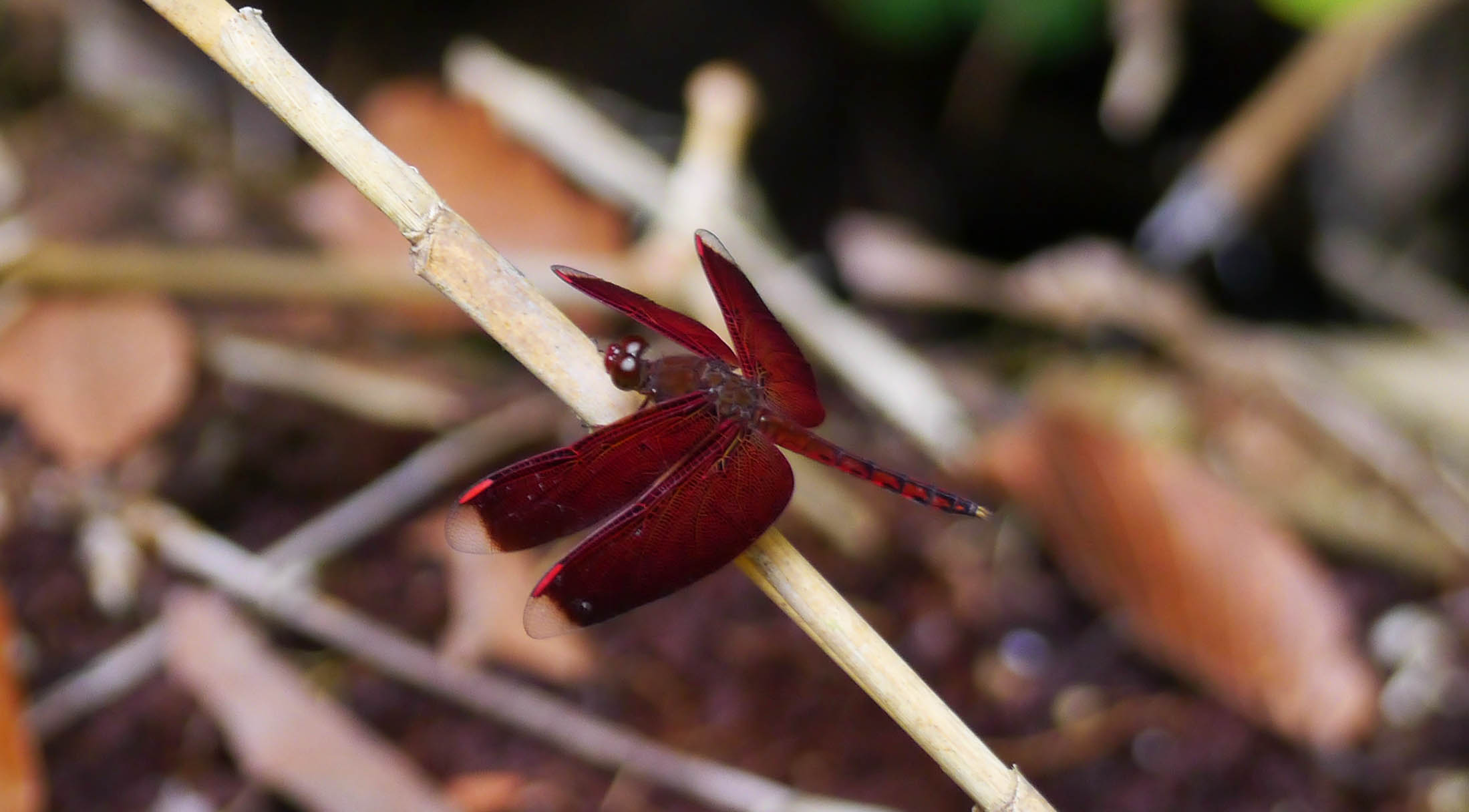